# Araçagi
Araçagi är en kommun i Brasilien.   Den ligger i delstaten Paraíba, i den östra delen av landet, 1 700 km nordost om huvudstaden Brasília. Antalet invånare är 17 224.
Omgivningarna runt Araçagi är huvudsakligen savann. Runt Araçagi är det ganska tätbefolkat, med 65 invånare per kvadratkilometer.